# ۲۸۷ (قمری)
۲۸۷ (قمری)، دویست و هشتاد و هفتمین سال در گاهشماری هجری قمری است. اول محرم این سال برابر با یازدهم ژانویه سال ۹۰۰ میلادی است.

## درگذشتگان
- ۱ شوال - داعی الی الحق

## وابسته
- عمرو لیث